# Batalla de Haliarto
La batalla de Haliarto se libró en el año 395 a. C. entre las polis griegas de Esparta y Tebas. Los tebanos derrotaron a las fuerzas espartanas, que intentaban apoderarse de la ciudad de Haliarto, causando la muerte del caudillo espartano Lisandro. La batalla marcó el principio de la guerra de Corinto, que continuaría hasta 387 a. C.

## Antecedentes
En 396 o 395 a. C., un embajador del sátrapa persa Farnabazo II, Timócrates de Rodas, llegó a Grecia. Prometió financiación y apoyo a los principales Estados griegos en caso de que declararan la guerra a Esparta. Las agresivas acciones unilaterales de Esparta habían encolerizado a muchos de sus aliados, y la perspectiva de apoyo persa fue suficiente para inducir a algunos Estados y, en particular a Tebas, a declarar la guerra a Esparta.
En lugar de emprender inmediatamente operaciones ofensivas, los tebanos optaron por precipitar una guerra indirectamente. Para ello, persuadieron a los locrios de que realizasen una incursión contra Fócida, coligada con Esparta. Tebas, como aliada de Lócrida, estaba obligada a auxiliarla en el consiguiente conflicto; Fócida, por su parte, hizo un llamamiento a su aliada, Esparta. Los espartanos, viendo la posibilidad de castigar a los cada vez más inquietos tebanos, decidieron llevar a cabo una gran campaña contra ellos. Mientras tanto, los tebanos enviaron emisarios solicitando ayuda a Atenas; la petición dio lugar a la formación de una liga perpetua entre atenienses y beocios.

## Batalla
La estrategia espartana para la campaña consistía en que dos ejércitos, uno bajo Pausanias, compuesto por tropas espartanas y aliados peloponesios, y otro bajo Lisandro, formado por focios y otros aliados del noroeste de Grecia, se reunieran y verificaran un ataque coordinado sobre la ciudad de Haliarto. Pausanias, sin embargo, se retrasó durante varios días en el Peloponeso; para cuando Lisandro llegó a Haliarto con su hueste, Pausanias todavía se hallaba a varios días de camino de la ciudad.
Poco dispuesto a esperar su llegada, Lisandro marchó con su ejército hacia las murallas de Haliarto. Cuando un intento de tomar la ciudad por subversión no funcionó, se lanzó un asalto a las murallas. Sin embargo, una considerable fuerza tebana se encontraba cerca, tal vez sin conocimiento de Lisandro. Esta fuerza se apresuró a acudir en socorro de los defensores de la ciudad. En la enconada lucha que se entabló bajo los muros de Haliarto, las fuerzas de Lisandro resultaron vencidas y él pereció. Los tebanos, empero, persiguieron a las tropas derrotadas demasiado lejos y, cuando alcanzaron una zona abrupta, los soldados que huían se dieron la vuelta y les infligieron graves pérdidas; en consecuencia, los perseguidores tuvieron que retirarse. Este revés desalentó brevemente a los tebanos, pero, al día siguiente, el ejército de Lisandro se disolvió y cada contingente regresó a su país de origen.

## Consecuencias
Varios días después de la batalla, Pausanias llegó con su ejército a Haliarto. Deseoso de recuperar los cuerpos de Lisandro y otros muertos en la batalla, pidió una tregua, a lo que los tebanos accedieron con la condición de que los espartanos abandonaran Beocia. De acuerdo con esta condición, Pausanias recogió los muertos y regresó a Esparta. A su regreso, la facción de Lisandro lo llevó a juicio por llegar tarde y no atacar cuando lo hizo, por lo que Pausanias, percatándose de que iba a ser condenado y ejecutado, se exilió. El exilio de Pausanias, junto con la muerte de Lisandro, eliminó de la escena a dos de los tres principales actores de la política espartana, dejando solo a Agesilao, que dictaría la política espartana para los próximos años.
La batalla de Haliarto dio comienzo a la guerra de Corinto, que se extendería desde 395 a 387 a. C. Los combates se reanudaron al siguiente año, cuando Tebas y Atenas, ya con el apoyo de Corinto y Argos, lucharon contra los ejércitos espartanos en Nemea y Coronea, y continuaron en el mar Egeo y en todo el istmo de Corinto hasta el final de la guerra. Esta contienda produjo poco de valor duradero para cualquier Estado excepto Persia, que la había instigado; mediante el aumento de problemas en Grecia, los persas fueron capaces de forzar a Agesilao a retirar su ejército de Jonia, y para el fin de la guerra se encontraban en posición de dictar las condiciones de paz.